# Diatoma polonica
Diatoma polonica – gatunek okrzemek występujących w wodach płynących. Opisany w roku 2014 na podstawie okazów pochodzących z karpackich rzek dorzecza Wisły. 

## Morfologia
Okrzemki epilityczne żyjące jako element fitobentosu. W naturze tworzą zygzakowate kolonie. Jednokomórkowe osobniki o rozmiarach 12–29 μm długości i 5–7 μm szerokości. Skorupki widziane z boku prostokątne, od góry mniej lub bardziej eliptyczne – czasem eliptyczno-lancetowane, ale nigdy linearne (prostokątne). Końce tępo zaokrąglone. Żebra pierwszego rzędu rozłożone nierównomiernie po 4-8 w 10 μm. Żebra drugiego rzędu umieszczone nieregularnie, często nie sięgając przeciwnego brzegu. Pole osiowe hialinowe, w postaci bardzo wąskiej linii. Dwuwargowe wyrostki labialne (rimoportule) małe, z trudem zauważalne, na obu biegunach okrywy, położone na żebrach drugiego rzędu (rzadziej między żebrami). W 10 μm po 40-50 rzędów areol przerwanych wąskim na 1–2 μm sternum. W 10 μm po ok. 80 areol.

## Ekologia
Gatunek słodkowodny. Ekologia słabo poznana. W polskim wskaźniku okrzemkowym do oceny stanu ekologicznego rzek (IO) uznany za gatunek referencyjny zarówno dla rzek o podłożu węglanowym, jak i krzemianowym. Przypisano mu wartość wskaźnika trofii równą 1,5, a saprobii także 1,5, co odpowiada preferencjom do wód mało zanieczyszczonych.

## Gatunki podobne
Najbardziej podobnym z wyglądu gatunkiem jest Diatoma moniliformis. Ma ona jednak inny zakres rozmiarów (8–48 μm długości i 2–4,5 μm szerokości), przez co często jest bardziej wydłużona (stosunek długości do szerokości może u niego sięgnąć 16, podczas gdy u D. polonica nieco ponad 5, jednak zakresy te nie są rozłączne). Zwykle ma też gęściej ułożone żebra pierwszego rzędu. W odróżnieniu od D. polonica jej wyrostki labialne znajdują się na żebrach pierwszego rzędu, jest to jednak cecha niełatwa do zaobserwowania. Mniej podobne gatunki to Diatoma mesodon o podobnym kształcie, ale z bocznymi wyrostkami, pojedynczymi rimoportulami na okrywie i rzadziej rozmieszczonymi prążkami i żebrami. Również jedną rimoportulę na okrywę ma Diatoma tenuis, która ponadto ma główkowate końce i linearny kształt. Podobnie jest z Diatoma problematica, która ponadto występuje w bardziej eutroficznym środowisku. Pozostałe gatunki są trudniejsze do pomylenia. W praktyce, do czasu wyodrębnienia gatunku, osobniki D. polonica były najczęściej oznaczane jako nietypowe okazy D. moniliformis i D. problematica.

## Odkrycie
Diatoma polonica została opisana ze stanowisk w Dunajcu, Kamienicy Zabrzeskiej i Ropie na podstawie prób zebranych na przedwiośniu 2010 i 2011 roku. Jej występowanie jest szersze, jednak nadano jej nazwę gatunkową polonica od kraju, w którym opisano ją jako odrębny gatunek. Pierwszy opisany okaz spoza regionu odkrycia pochodzi z cieku płynącego na Cyprze. Holotyp znajduje się w kolekcji Instytutu Nauk o Morzu Uniwersytetu Szczecińskiego, jako preparat nr 18492. Locus typicus gatunku to ujście Kamienicy do Dunajca koło Zabrzeża. Odkrycie D. polonica jako nowego gatunku wiąże się z bioindykacją – próby, w których ją znaleziono, pobrano w ramach monitoringu jakości wód, a wśród autorów taksonu są pracownicy Inspekcji Ochrony Środowiska.